# Олешницька сільська рада
| Олешницька сільська рада — колишній орган місцевого самоврядування у Виноградівському районі Закарпатської області з адміністративним центром у с. Олешник. Сільській раді підпорядковані населені пункти: - с. Олешник |

## Склад ради
Рада складається з 22 депутатів та голови.

## Керівний склад сільської ради
| ПІБ                      | Основні відомості                                                 | Дата обрання | Дата звільнення |
| ------------------------ | ----------------------------------------------------------------- | ------------ | --------------- |
| Мокар Михайло Михайлович | Сільський голова, 1968 року народження                            | 26.03.2006   | 31.10.2010      |
| Сігетій Михайло Іванович | Сільський голова, 1972 року народження, освіта вища, безпартійний | 31.10.2010   | 25.10.2015      |
| Попович Степан Миронович | Сільський голова, 1977 року народження, освіта вища, безпартійний | 25.10.2015   |                 |

## Населення
Згідно з переписом УРСР 1989 року чисельність наявного населення сільської ради становила 4226 осіб, з яких 2053 чоловіки та 2173 жінки.
За переписом населення України 2001 року в сільській раді мешкали 4644 особи.

### Мова
Розподіл населення за рідною мовою за даними перепису 2001 року:
| Мова       | Відсоток |
| ---------- | -------- |
| українська | 98,79 %  |
| російська  | 0,75 %   |
| угорська   | 0,40 %   |
| білоруська | 0,02 %   |
| молдовська | 0,02 %   |